# ستو هارت
ستو هارت هو مصارع محترف كندي، ولد في 3 مايو 1915 في ساسكاتون في كندا، وتوفي في 16 أكتوبر 2003 في كالغاري في كندا بسبب سكتة دماغية.

## وصلات خارجية
- ستو هارت على موقع دبليو دبليو إي (الإنجليزية)
- ستو هارت على موقع WrestlingData.com (الإنجليزية)
- ستو هارت على موقع CageMatch worker (الإنجليزية)
- ستو هارت على موقع قاعدة بيانات المصارعة على الإنترنت (الإنجليزية)
- ستو هارت على موقع عالم المصارعة على الإنترنت (الإنجليزية)
- ستو هارت على موقع IMDb (الإنجليزية)